# Mijke de Jong
Mijke de Jong (Rotterdam, 23 september 1959) is een Nederlands filmregisseuse en scenarioschrijfster.

## Biografie
Mijke de Jong werd in 1959 geboren in Rotterdam en verhuisde in 1978 naar Amsterdam waar ze deel uitmaakte van de krakerswereld en begon te studeren aan de Nederlandse Filmacademie. In 1980 nam ze samen met vrienden haar intrek in een voormalige inktfabriek. In 1980 kwam ze via een voormalig vriendje en totaalweigeraar, in contact met de radicale actiegroep Onkruit waar ze zich bij aansloot. Toen ze na een illegale actie opgepakt werd en enkele dagen vastgezet werd, stelde de directeur van de filmacademie haar voor de keuze: stoppen met acties of de school verlaten. De Jong koos voor het eerste en verliet de actiegroep.
De thema's in de films die De Jong regisseert, hebben betrekking op het dagelijks leven en de samenleving. Haar werk houdt zich bezig met onderwerpen zoals pesten, familieproblemen en de dood en met de emoties die deze strijd begeleiden. Ze maakt gebruik van veel close-ups van de acteurs. Mijke de Jong neemt deel aan een project, gefinancierd door het Nederlands Filmfonds dat de bedoeling heeft om de banden met filmmakers uit andere filmlanden te versterken. Dit beleidsplan is bedoeld om de financiële hulpmiddelen te verschaffen aan kleine filmproducties en om de Nederlandse scene te promoten als plaats om te filmen en zo meer kansen te creëren voor nationale acteurs.
Mijke de Jongs eerste (middellange) film In krakende welstand kreeg in 1989 de Filmprijs van de Stad Utrecht tijdens het Nederlands Film Festival. Mijke de Jong maakte onder andere de films Broos (1997), Bluebird (2004), Tussenstand (2007) en Het zusje van Katia (2008). De film Tussenstand werd in 2007 beloond met drie Gouden Kalveren, waaronder die voor "Beste regie". Ook Broos uit 1997 is een Gouden Kalf-winnaar, door alle vijf de hoofdrolspelers gezamenlijk ontvangen. In 2014 volgde Brozer, de sequel van de film Broos. In september 2016 ging haar film Layla M. in première op het internationaal filmfestival van Toronto. De film werd gekozen als Nederlandse inzending voor de beste niet-Engelstalige film voor de 90ste Oscaruitreiking.

## Filmografie
| Jaar | Film                 | Bijdragen | Bijdragen | Opmerkingen                        |
| Jaar | Film                 | Regie     | Scenario  | Opmerkingen                        |
| ---- | -------------------- | --------- | --------- | ---------------------------------- |
| 2019 | God Only Knows       | Afgevinkt | Afgevinkt |                                    |
| 2016 | Layla M.             | Afgevinkt | Afgevinkt |                                    |
| 2016 | Stop Acting Now      | Afgevinkt | Afgevinkt |                                    |
| 2015 | Fiftyfifty           | Afgevinkt |           |                                    |
| 2014 | Brozer               | Afgevinkt | Afgevinkt |                                    |
| 2010 | Joy                  | Afgevinkt |           | Bekroond met de Theodor Award 2010 |
| 2008 | Het zusje van Katia  | Afgevinkt |           |                                    |
| 2007 | Tussenstand          | Afgevinkt | Afgevinkt |                                    |
| 2005 | Allerzielen          | Afgevinkt |           | Compilatiefilm, segment "02/11"    |
| 2004 | Bluebird             | Afgevinkt |           | Telefilm                           |
| 2001 | Uitgesloten          | Afgevinkt |           | Telefilm                           |
| 1999 | Lopen                | Afgevinkt | Afgevinkt |                                    |
| 1998 | Het labyrinth        | Afgevinkt |           | Televisieserie                     |
| 1997 | Broos                | Afgevinkt | Afgevinkt |                                    |
| 1997 | Gordel van smaragd   |           | Afgevinkt |                                    |
| 1996 | Lieve Aisja          | Afgevinkt | Afgevinkt | Tv-film                            |
| 1995 | Stills               | Afgevinkt | Afgevinkt | Korte film                         |
| 1994 | Hartverscheurend     | Afgevinkt | Afgevinkt |                                    |
| 1990 | In krakende welstand | Afgevinkt | Afgevinkt |                                    |

## Prijzen en nominaties
De belangrijkste:
| Jaar | Prijs                                   | Categorie                                    | Film                 | Uitslag  |
| ---- | --------------------------------------- | -------------------------------------------- | -------------------- | -------- |
| 2016 | Europees filmfestival Les Arcs          | Publieksprijs                                | Layla M.             | Gewonnen |
| 2016 | Filmfestival van München                | Fritz-Gerlich-prijs                          | Layla M.             | Gewonnen |
| 2008 | Internationaal filmfestival van Locarno | Jeugdjuryprijs - speciale vermelding         | Het zusje van Katia  | Gewonnen |
| 2007 | Internationaal filmfestival van Locarno | Speciale vermelding - hedendaagse filmmakers | Tussenstand          | Gewonnen |
| 2007 | Nederlands Film Festival                | Gouden Kalf voor beste regie                 | Tussenstand          | Gewonnen |
| 2005 | Internationaal filmfestival van Berlijn | Glazen Beer voor beste speelfilm             | Bluebird             | Gewonnen |
| 1993 | Internationaal filmfestival van Locarno | Swissair/Crossair Special Prize              | Hartverscheurend     | Gewonnen |
| 1993 | Nederlands Film Festival                | Prijs van de Nederlandse Filmkritiek         | Hartverscheurend     | Gewonnen |
| 1989 | Nederlands Film Festival                | Prijs van de stad Utrecht                    | In krakende welstand | Gewonnen |